# Utetes unus
Utetes unus är en stekelart som först beskrevs av Fischer 1963.  Utetes unus ingår i släktet Utetes och familjen bracksteklar. Inga underarter finns listade i Catalogue of Life.